# Hamilton (Leicestershire)
Hamilton – była wieś, teraz część miasta Leicester, w Anglii, w hrabstwie Leicestershire. Leży 6 km na północny wschód od miasta Leicester i 143 km na północny zachód od Londynu.